# Buire-le-Sec
Buire-le-Sec is een gemeente in het Franse departement Pas-de-Calais (regio Hauts-de-France) en telt 805 inwoners (2005). De plaats maakt deel uit van het arrondissement Montreuil.

## Geografie
De oppervlakte van Buire-le-Sec bedraagt 13,3 km², de bevolkingsdichtheid is 60,5 inwoners per km².
De onderstaande kaart toont de ligging van Buire-le-Sec met de belangrijkste infrastructuur en aangrenzende gemeenten.

## Demografie
Onderstaande figuur toont het verloop van het inwonertal (bron: INSEE-tellingen).